# میگل ماری
میگل ماری (انگلیسی: Miguel Marí؛ زادهٔ ۳۰ ژوئن ۱۹۹۷) بازیکن فوتبال است.
از باشگاه‌هایی که در آن بازی کرده‌است می‌توان به باشگاه فوتبال رئال وایادولید اشاره کرد.